# Les Ailes de l'espoir
Pour plus de détails, voir Fiche technique et Distribution.
Les Ailes de l'espoir (Julianes Sturz in den Dschungel) est un téléfilm documentaire réalisé pour la télévision par Werner Herzog et diffusé en 2000.

## Synopsis
Werner Herzog retourne dans la forêt équatoriale sud-américaine avec Juliane Koepcke, la femme allemande unique survivante de l'accident du vol Lansa 508 survenu le 24 décembre 1971 et qui a causé la mort de 91 personnes.
Ils retrouvent les restes de l'épave de l'avion et refont le trajet de dix jours que la jeune femme — dix-sept ans à l'époque — a effectué pour sortir de la jungle péruvienne et atteindre un village où elle fut retrouvée par trois hommes. L'un de ceux-ci, le docteur Ramirez, apparaît également dans le documentaire.

## Fiche technique
- Titre : Les Ailes de l'espoir
- Titre original : Julianes Sturz in den Dschungel[1]
- Réalisation : Werner Herzog
- Scénario : Werner Herzog
- Photographie : Peter Zeitlinger
- Production : Werner Herzog Filmproduktion
- Durée : 65 minutes
- Pays de production :  Allemagne  Royaume-Uni
- Langage : anglais / allemand
- Format : couleurs
- Genre : film documentaire, d'aventure, biographique, historique
- Dates de diffusion :  Allemagne : 1er février 2000 (première diffusion)
- Lieux de tournage : Lima (Pérou)

## Distribution
- Werner Herzog : lui-même
- Juliane Koepcke : elle-même
- Juan Zaplana Ramirez : lui-même

## Production
Werner Herzog, en repérage au Pérou pour son Aguirre, la colère de Dieu, devait prendre ce vol, mais sa réservation a été annulée à la suite d'un changement d'itinéraire de l'avion. Dès la nouvelle du crash, il s'est mis en tête de réaliser un film sur cet accident, mais n'est pas parvenu à nouer le contact avec l'unique survivante, Juliane Koepcke, qui répugnait à toute couverture médiatique. Ce n'est que plusieurs années plus tard, grâce à l'entremise du prêtre qui avait officié à Munich pour les funérailles de la mère de Juliane, que le contact put être établi et que son projet put se concrétiser.
Les rêves de Juliane Koepcke, tels que décrits dans le film et traités dans le style documentaire, ont cependant été purement inventés et scénarisés par Herzog, ce qui constitue une constante dans les documentaires du réalisateur qui embellit souvent son œuvre par une part d'invention ou de mise en scène.

## Commentaire
Les Ailes de l'espoir est souvent mis en parallèle — et même considéré comme une suite — avec le film d'Herzog de 1997, Little Dieter Needs to Fly, dans lequel le réalisateur retrace les étapes de l'évasion réussie du marine germano-américain Dieter Dengler qui a réussi à s'échapper du camp où il était retenu lors de la guerre du Viêt Nam.